# Fernando Pinto (carnavalesco)
Carlos Fernando Ferreira Pinto (Recife, 6 de maio de 1945 — Rio de Janeiro, 29 de novembro de 1987) foi um carnavalesco, artista visual, diretor de teatro e cantor brasileiro. 
Celebrado como um dos carnavalescos mais geniais da história do carnaval carioca, ganhou destaque no Império Serrano e da Mocidade Independente de Padre Miguel nos anos 70 e 80. Faleceu precocemente num acidente de carro.

## Biografia
Cresceu em Recife, onde começou a estudar teatro, tendo se mudado para o Rio de Janeiro em 1969. No Rio construiu uma carreira no teatro como diretor, coreografo, cenógrafo e figurinista. Atuou na peça teatral Ópera do Malandro, e outras. Fez parte da segunda geração do grupo Dzi Croquettes. Dirigiu e elaborou figurinos e cenários para artistas como As Frenéticas, Elba Ramalho, Ney Matogrosso e Chico Anysio. 

### Trajetória no carnaval
Começou a carreira de carnavalesco no Império Serrano, em 1971, assumindo a missão de substituir Acir Pimentel e Swayne Moreira Gomes. Levou a escola de Madureira ao terceiro lugar no Carnaval daquele ano, com o enredo Nordeste, seu povo, seu canto, sua gente, e ganhou o título de 1972 com Alô, alô, taí Carmen Miranda. Permaneceu no Império até 1976, quando A lenda das sereias, rainhas do mar obteve apenas o sétimo lugar. Voltou dois anos depois, mas o desfile Oscarito, carnaval e samba, uma chanchada no asfalto foi desastroso, culminando com o primeiro rebaixamento da história do Império. 
Mas foi na década de 1980, contratado pela Mocidade Independente de Padre Miguel, que Fernando Pinto brilhou, amadurecendo seu estilo de forte influência tropicalista. O enredo Tropicália Maravilha, combinando flores, frutas e diversas plantas, numa explosão de cores, deu à escola o vice-campeonato de 1980, ao lado de Vila Isabel e União da Ilha.
Depois de uma rápida passagem pela Estação Primeira de Mangueira, no desfile de 1982, voltou à Mocidade e conquistou seu segundo título em 1985.
Ziriguidum 2001 – Carnaval nas estrelas foi a consagração do estilo de Fernando Pinto, que explorou a luz do sol (a escola desfilou pela manhã) com fantasias e alegorias prateadas. Misturou estrelas, espaçonaves, discos voadores, alienígenas e astronautas para imaginar um carnaval de ficção científica. 
Tentou a carreira de cantor com o LP Estrelas, em 1986. Em 1987, apresentou o inesquecível Tupinicópolis, enredo que apresentava a cidade indígena com todos os elementos da cultura capitalista sobre o olhar nativo. Apontada como a grande favorita do ano, a Mocidade acabou com o vice-campeonato. Seu último enredo, "Beijim, Beijim, Bye Bye Brasil" (1988), vislumbrava um Brasil utópico após uma nova constituição que dividiria o país em sete "Brasiléias encantadas" como a Brasiléia Amazônica; Brasiléia Sertaneja; Brasiléia Praieira; Brasiléia dos Pampas; e Brasiléia Federal.

### Morte
Fernando Pinto morreu por volta das seis horas da manhã do dia 29 de novembro de 1987, num acidente de carro na Avenida Brasil. Fernando voltava da quadra da Mocidade após participar de uma festa anual em homenagem aos destaques da escola. Fernando voltava para sua casa, em Copacabana, no seu carro, um Gurgel branco, junto com seu assistente, Adalmir Braga da Silva, e seu motorista, Sérgio Roberto da Conceição, que estava dirigindo. Na altura do Ceasa, o veículo chocou-se violentamente contra um poste no acostamento da direita da pista central de descida. Os três ocupantes foram socorridos por um taxista e levados para o Hospital do INAMPS de Irajá, onde Fernando já chegou morto devido a um traumatismo craniano. Sérgio e Adalmir foram transferidos para o Hospital Getúlio Vargas e sobreviveram. O carnavalesco foi velado na quadra da Mocidade e enterrado no Cemitério Parque Jardim da Saudade, em Sulacap.

## Homenagens
Fernando foi homenageado pela União de Rocha Miranda, que em 1990 levou à avenida o enredo "Mamãe, Eu Quero Fernando Pinto, Ziriguidum e Carnaval". Em 2014, foi a vez da Mocidade reconhecer o seu papel com o enredo "Pernambucópolis", que transportou a fictícia Tupinicópolis (enredo feito por ele em 1987) para o estado de Pernambuco, terra natal do carnavalesco.

## Carnavais
Abaixo, a lista de desfiles assinados por Fernando Pinto.
| Ano  | Escola          | Colocação   | Divisão | Enredo                                                   |
| ---- | --------------- | ----------- | ------- | -------------------------------------------------------- |
| 1971 | Império Serrano | 3.º lugar   | 1       | Nordeste - seu povo, seu canto, sua gente                |
| 1972 | Império Serrano | Campeã      | 1       | Alô, alô, taí Carmem Miranda                             |
| 1973 | Império Serrano | Vice-campeã | 1       | Viagem encantada Pindorama adentro                       |
| 1974 | Império Serrano | 3.º lugar   | 1       | Dona Santa, rainha do maracatu                           |
| 1975 | Império Serrano | 3.º lugar   | 1       | Zaquia Jorge, a vedete do subúrbio, estrela de Madureira |
| 1976 | Império Serrano | 7.º lugar   | 1       | A lenda das sereias, rainhas do mar                      |
| 1978 | Império Serrano | 7.º lugar   | 1       | Oscarito, carnaval e samba, uma chanchada no asfalto     |
| 1980 | Mocidade        | Vice-campeã | 1A      | Tropicália Maravilha                                     |
| 1982 | Mangueira       | 4.º lugar   | 1       | As mil e uma noites cariocas                             |
| 1983 | Mocidade        | 6.º lugar   | 1A      | Como era verde meu Xingu                                 |
| 1984 | Mocidade        | Vice-campeã | 1A      | Mamãe eu quero Manaus                                    |
| 1985 | Mocidade        | Campeã      | 1A      | Ziriguidum 2001, carnaval nas estrelas                   |
| 1987 | Mocidade        | Vice-campeã | 1       | Tupinicópolis                                            |
| 1988 | Mocidade        | 8.º lugar   | 1       | Beijim, beijim, bye bye Brasil                           |

## Títulos e estatísticas
| Divisão          | Campeonato | Ano                                      | Vice | Ano                    | Terceiro lugar | Ano              |
| ---------------- | ---------- | ---------------------------------------- | ---- | ---------------------- | -------------- | ---------------- |
| Primeira divisão | 1          | 1972 (Império Serrano) e 1985 (Mocidade) | 4    | 1973, 1980, 1984, 1987 | 3              | 1971, 1974, 1975 |

## Premiações
- Estandarte de Ouro

1. 1972 - Melhores fantasias (Império Serrano) [12]
2. 1972 - Melhor enredo (Império Serrano - "Alô, alô, taí Carmem Miranda") [12]
3. 1973 - Melhores fantasias (Império Serrano) [13]
4. 1983 - Melhor enredo (Mocidade - "Como Era Verde Meu Xingu") [14]
5. 1985 - Prêmio extra de criatividade [15]
6. 1987 - Melhor enredo (Mocidade - "Tupinicópolis") [16]

## Discografia
- 1986 - Estrelas